# Guthrie (Oklahoma)
Pour les articles homonymes, voir Guthrie.
La ville de Guthrie est le siège du comté de Logan, dans l’État de l’Oklahoma, aux États-Unis. Sa population s’élevait à 10 191 habitants lors du recensement de 2010, estimée à 11 492 habitants en 2016.

## Histoire
Guthrie fut la première capitale du Territoire de l'Oklahoma. La première des six "courses à la terre" eut lieu le 22 avril 1889 au départ de Guthrie, au nord d'Oklahoma City, en plein centre de ce qui est toujours officiellement le Territoire indien. Elle passe pour avoir été la plus grande course de chevaux de tous les temps. Le Territoire indien disparaît officiellement lors de la fondation de l'État de l'Oklahoma le 16 novembre 1907. Avant cette date, Oklahoma City avait déjà supplanté Guthrie, la capitale territoriale, comme centre urbain et pôle commercial du nouvel État.